# یوتلست ۷ بی
یوتلست ۷ بی (به انگلیسی: Eutelsat 7B)، یک ماهواره متعلق به شرکت ماهواره‌ای فرانسوی یوتل‌ست و دومین ماهواره از سری ماهواره‌های یوتلست ۷ (بعد از یوتلست ۷ ای) در مدار ۷ درجه شرقی می‌باشد. در کنار این ماهواره در مدار ۷ درجه شرقی، ماهواره یوتلست ۷ سی قرار گرفته است.